# Autoengany
L'autoengany és el procés de negar-se a racionalitzar proves importants, rellevants i significants i arguments lògics que són oposats als propis.
S'ha argumentat que tots els humans sense excepció són altament susceptibles a l'autoengany, ja que tot el món té un bagatge emocional de creences que en alguns casos poden arribar a ser irracionals. Alguns biòlegs evolutius suggereixen que l'engany és una part important del comportament humà, l'instint per a l'autoengany pot donar a la persona un avantatge selectiu: si algú es crea la seva pròpia mentida (per exemple la seva pròpia presentació esbiaixada cap als seus propis interessos), en teoria conseqüentment serà millor o més capaç de persuadir els altres de la seva veritat.

## Lògica de l'autoengany
Aquesta noció està basada en la següent lògica: els humans, que perceben el fet que un està actuant de forma fraudulenta, normalment expressen sense voler-ho senyals d'engany. Per tant, si l'autoengany permet a algú creure's les seves pròpies distorsions, ell no presentarà els esmentats senyals d'engany i, per tant, semblarà explicar la veritat.
Pot donar-se també el cas que l'habilitat de mentir, o d'autoenganyar-se, no sigui un tret elegit, sinó el subproducte d'un tret més important que sí que és escollit. El pensament abstracte dona lloc a molts avantatges, tals com una conducta més flexible i adaptativa, a més de la innovació. Ja que la mentida és una abstracció, el procés mental de crear una mentida només pot produir-se en animals amb suficient complexitat cerebral com per a poder permetre's el pensament abstracte.